# Phường 3, Đông Hà
Phường 3 là một phường cũ thuộc thành phố Đông Hà, tỉnh Quảng Trị, Việt Nam.

## Lịch sử
Ngày 16 tháng 6 năm 2025, Ủy ban Thường vụ Quốc hội ban hành Nghị quyết số 1680/NQ-UBTVQH15 về việc sắp xếp các đơn vị hành chính cấp xã của tỉnh Quảng Trị năm 2025. Theo đó, sắp xếp toàn bộ diện tích tự nhiên, quy mô dân số của phường 1 (thành phố Đông Hà), phường 3 (thành phố Đông Hà), phường 4, phường Đông Giang, phường Đông Thanh thành xã mới có tên gọi là xã Đông Hà.

## Địa lý
Phường 3 nằm theo hướng đông bắc-tây nam thành phố Đông Hà, có vị trí địa lý:
- Phía đông giáp các phường 1, Đông Giang, Đông Thanh
- Phía tây giáp huyện Triệu Phong
- Phía nam giáp các phường 5, Đông Lễ, Đông Lương và huyện Triệu Phong
- Phía bắc giáp các phường 4, Đông Giang, Đông Thanh và huyện Gio Linh.

Phường 3 có diện tích 19,19 km², dân số năm 2010 là 6.807 người, mật độ dân số đạt 355 người/km².

## Hành chính
Phường 3 được chia thành 5 khu phố: 1, 2, 5, 6, 7.